# Ferdinand von Lindemann
Carl Louis Ferdinand von Lindemann (Hanôver, 12 de abril de 1852 — Munique, 6 de março de 1939) foi um matemático alemão, notável por sua prova, publicada em 1882, que π é um número transcendente, isto é, não é raiz de nenhum polinômio com coeficientes racionais.

## Biografia
Seu pai, Ferdinand Lindemann, era professor de línguas modernas no Ginásio em Hannover. Sua mãe, Emile Crusius, era filha do diretor desta escola. A família se mudou para Schwerin, onde o jovem Ferdinand começou a estudar. Estudou matemática na Universidade de Göttingen, Universidade de Erlangen-Nüremberg e Universidade de Munique.
Em 1873, orientado por Felix Klein, obteve o título de doutor, e em 1877 se tornou professor em Friburgo, com a tese sobre geometria não euclidiana Über unendliche kleine Bewegungen und über Kraftsysteme bei allgemeiner projektivischer Massbestimmung.
Entre 1883 e 1893 foi professor em Königsberg. É conhecido por ter sido orientador de alunos ilustres como, dentre outros,  David Hilbert, Hermann Minkowski e Arnold Sommerfeld.

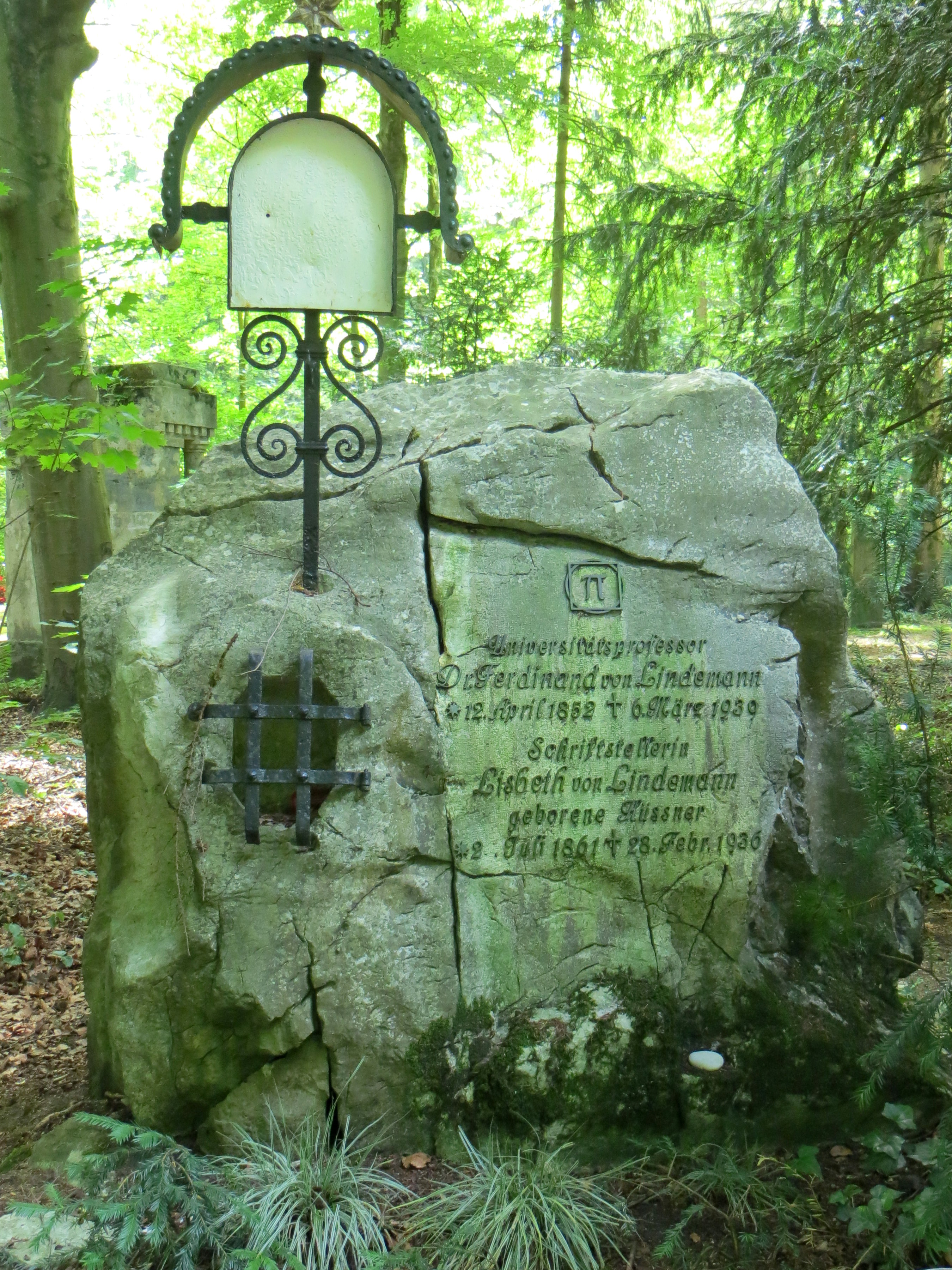
Sepultura no Waldfriedhof de Munique

## Prova da transcendência deπ{\displaystyle \pi }
Em 1882 publicou seu resultado pelo qual é mais conhecido, a transcendentalidade de {\displaystyle \pi }. Seus métodos são parecidos com aqueles que, nove anos antes, permitiram a Charles Hermite demonstrar que e, a base dos logaritmos naturais, é transcendente. Anteriormente à publicação da demonstração de Lindemann, sabendo-se que se {\displaystyle \pi } fosse transcendente, então o antigo problema da quadratura do círculo não poderia ser resolvido.